# Norðradalur
Norðradalur is een dorp dat behoort tot de gemeente Tórshavnar kommuna in het westen van het eiland Streymoy op de Faeröer. Norðradalur heeft 18 inwoners. De postcode is FO 178.

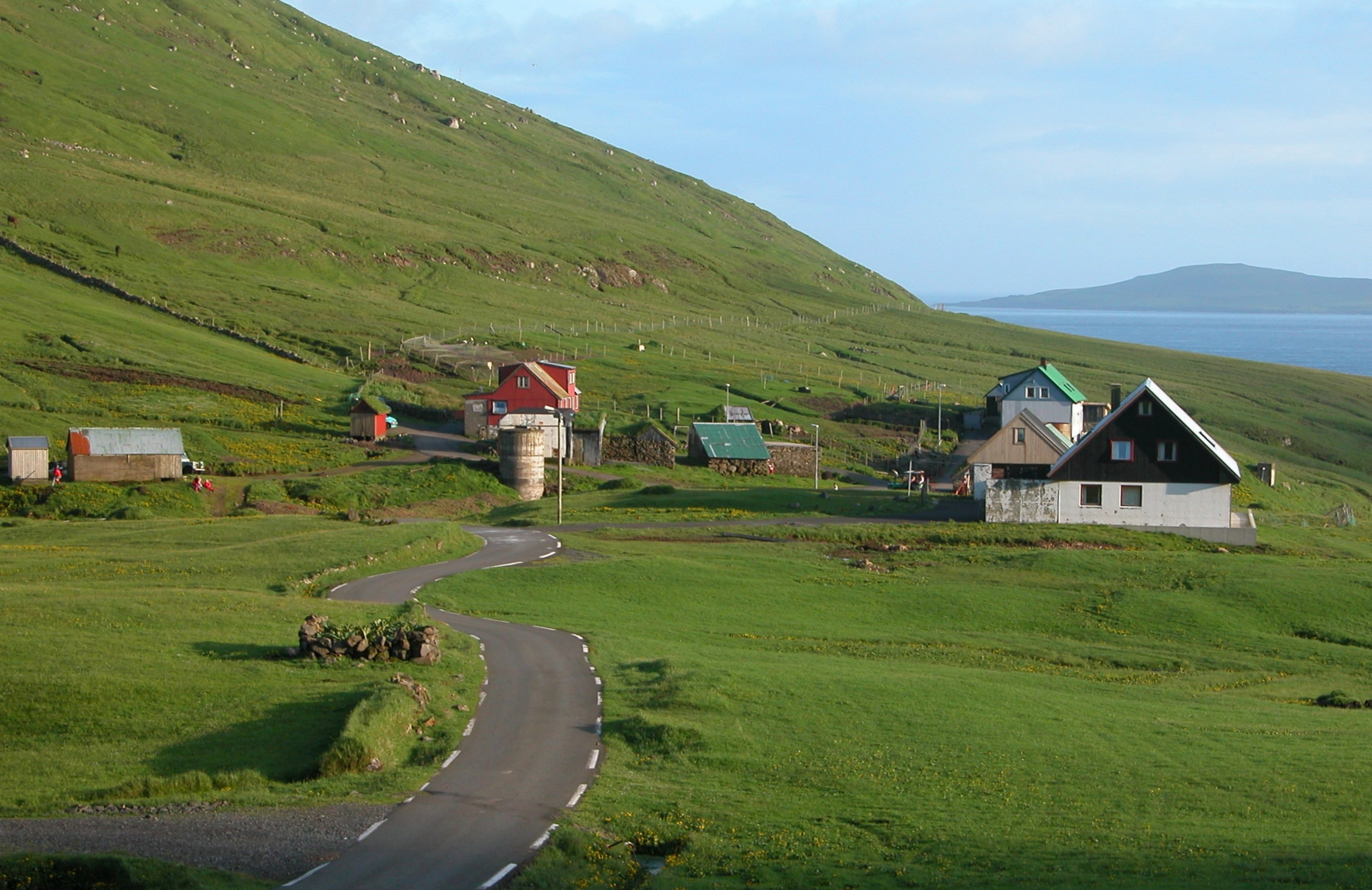
Norðradalur